# Sân bay quốc tế Fresno Yosemite

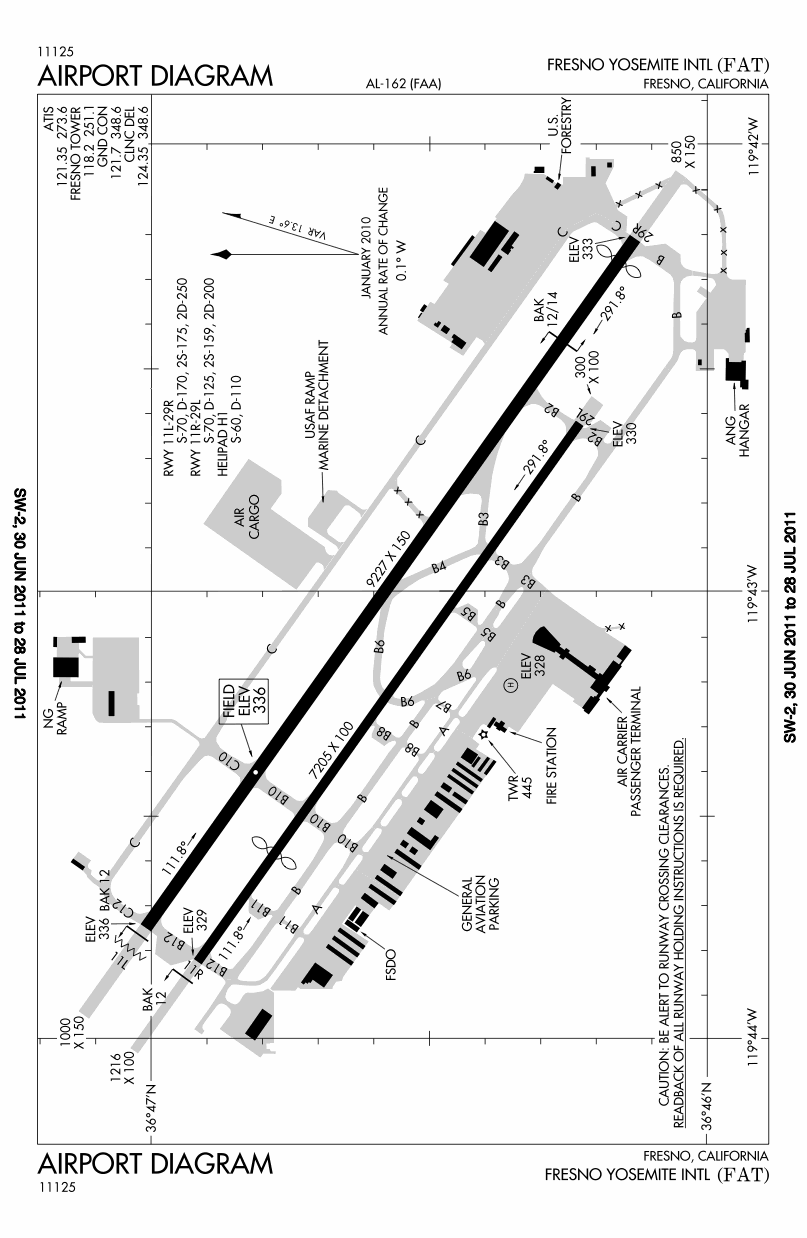
Sơ đồ FAA của FAT

Sân bay quốc tế Fresno Yosemite (mã sân bay IATA: FAT, mã sân bay ICAO: KFAT, mã sân bay FAA LID: FAT), trước đây được biết đến với tên gọi Fresno Air Terminal, là một sân bay công cộng hỗn hợp dân dụng và quân sự nằm ở phía đông Fresno, quận Fresno, tiểu bang California, Hoa Kỳ. Sân bay này có cự ly hơn 60 dặm (97 km) về phía nam của Vườn quốc gia Yosemite ở bên California State Route 41. Sân bay bao gồm 2.150 mẫu Anh (870 ha) và có hai đường băng và sân bay trực thăng. Đó là trung tâm vận chuyển hàng không chính cho San Joaquin Valley, với dịch vụ hãng hàng không đến các trung tâm lớn trên khắp Tây Hoa Kỳ. Các chuyến bay quốc tế trực tiếp đến Guadalajara, Mexico, có sẵn thông qua Aeromexico và Volaris. Fresno là sân bay có lượng khách quốc tế bận rộn thứ 9 của sân bay quốc tế Guadalajara trong năm 2009.